# Basket Club Mahdia
Maillots
Le Basket Club Mahdia est un club tunisien de basket-ball fondé en 1995 et basé à Mahdia.

## Historique
Durant la saison 2023-2024, le Basket Club Mahdia remporte le championnat de division Nationale 1 et monte en Pro A.

## Palmarès
| National                                             |
| ---------------------------------------------------- |
| - Championnat de Tunisie D2 (1) : - Vainqueur : 2024 |

## Anciens joueurs
- Eskander Bhouri
- Aymen Bouzid